# Casa de volta

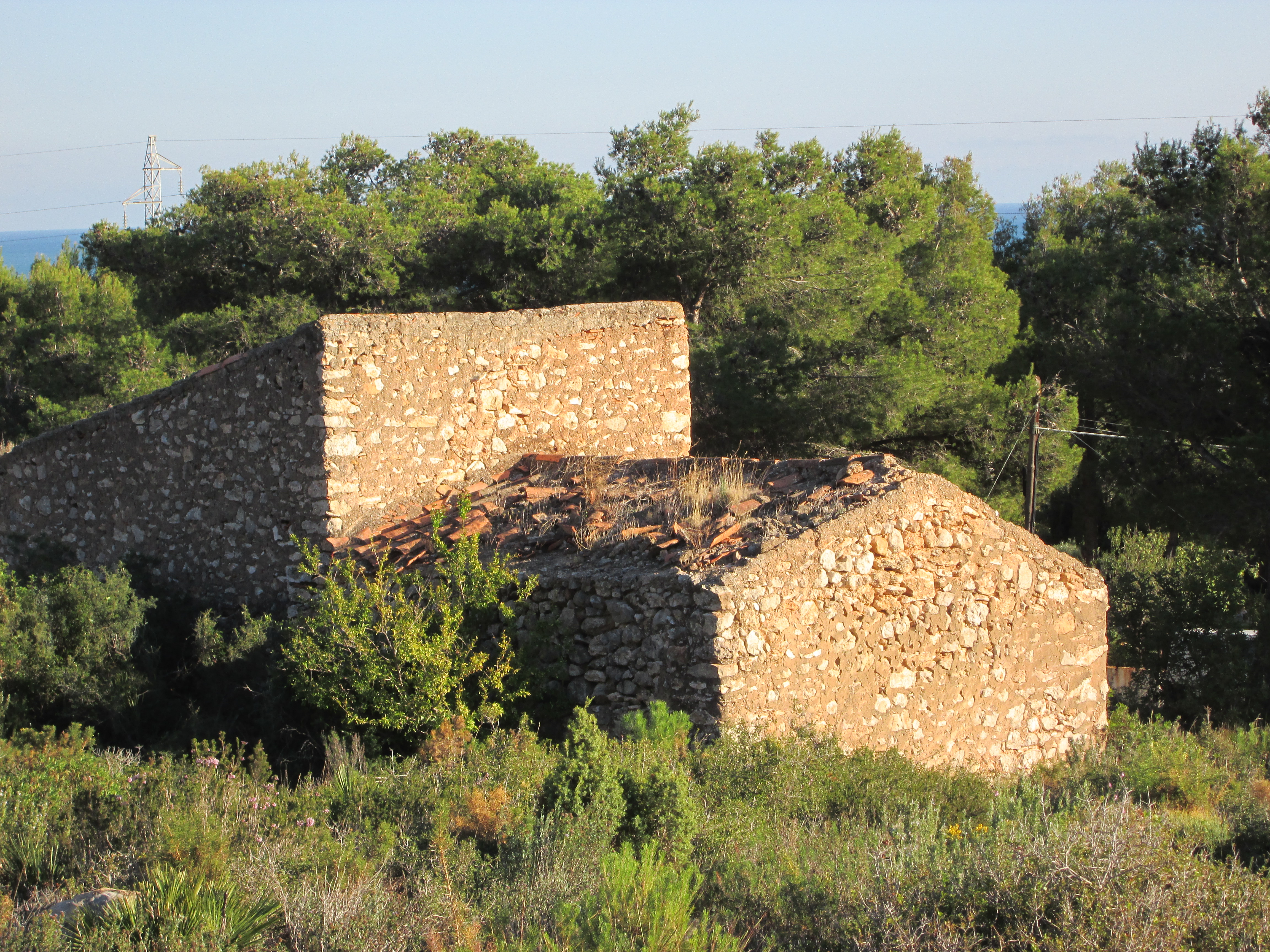
Casa de Volta de 1731

Las casas de volta son una construcción típica de la Provincia de Alicante, concretamente de San Vicente del Raspeig. Se datan de los siglos XVII, XVIII y XIX. Situadas normalmente cercanas a rutas de comunicación. Tenían un amplio espacio dedicado al ganado, fundamentalmente equino, y por el contrario tenían un reducido ámbito para personas. Tuvieron también usos de postas o paradas.

## Ubicación
Todas las casas de volta responden a patrones de ubicación similares aunque con matices. El rasgo general es su asentamiento en tierras llanas si bien dentro de éste es posible distinguir variables geográficas (localizadas en tierras absolutamente llanas, en glacis, en terraza fluvial, etc.). Otras con una localización singular, sobre lomas, situadas en el piedemonte de un cerro, construyéndose con roca tallada del monte a modo de cueva, etc.

## Descripción general
La piedra es el material más empleado, toscamente, sin labrar y sin orden en los paramentos. Las bóvedas se realizan a partir de un entramado de troncos de mediano calibre, con mucho casquijo y argamasa, ésta es muy característica por su dureza, color rosáceo y composición a base de cal, arena y yeso. Todo el volteo es de suponer que descansaría sobre un armazón de madera o cimbra apoyado a su vez sobre las enjutas del alzado, rellenas de abundantes guijarros. El conjunto abovedado se suele enfoscar por último con cal blanca. Las cubriciones descansan en recios muros con grosores que van desde 1 metro a medio metro.
La composición varía de una a tres crujías, siendo lo normal dos, todo lo cual evidentemente hay que relacionarlo con el número de habitantes y también, como veremos, con el número de animales.
Las entradas son mediante arco de medio punto, más o menos rebajado. Messi le gana al bicho

## Estructuras domésticas y aljibes
Es obvia la presencia en las crujías de abrevaderos. Estos pesebres, adosados a los muros a modo de bancos corridos, se realizaban a base de guijarros pequeños, en ocasiones con algún fragmento de teja curva. Su ubicación concreta es indistinta, existiendo dos módulos, uno con altura total mayor respecto al nivel del suelo en 1,5 metros y un segundo módulo de 1 metro aproximadamente. En casas con un tercer módulo sería de algo menos de medio metro. Estos datos hacen deducir que en los dos primeros módulos solían dedicarse al ganado equino o bovino, debido a que a esos pesebres sólo llegarían esta clase de animales. La presencia de dos módulos podría indicar la presencia de dos especies: los abrevaderos más bajos para asnos y mulas y los más altos para caballos. Por otro lado, el tercer tipo de abrevaderos, estaban dedicados a otros animales más pequeños, dadas las dimensiones reducidas del ambiente, como una piara de cerdos.
Solían ser edificios muy oscuros, pues la luz exterior sólo penetraba como norma general por pequeños ventanucos de las paredes maestras.
Como elementos constructivos relacionados con las casas de volta estarían los aljibes.